# Nesogobius macculochi
Nesogobius macculochi és una espècie de peix de la família dels gòbids i de l'ordre dels perciformes.

## Morfologia
- Els mascles poden assolir 6,9 cm de longitud total i les femelles 6,4.[4]

## Hàbitat
És un peix de clima subtropical i demersal que viu entre 0-1 m de fondària.

## Distribució geogràfica
Es troba a l'Índic oriental: Austràlia (Tasmània, Victòria i Austràlia Meridional).